# Tregenna Castle
El Tregenna Castle (en córnico: Kastel Tregenow, que significa "asentamiento de Kenow") es un edificio situado en St Ives (Cornualles), en el Reino Unido. Fue construido por Samuel Stephens en el siglo XVIII y lleva el nombre de la colina en la que se encuentra. La finca se vendió en 1871 y se convirtió en hotel, un propósito para el que todavía se utiliza en la actualidad.
El castillo es un monumento catalogado de Grado II. Está rodeado por 72 acres (29,1 ha) de jardines y bosques naturales, y permite disfrutar de vistas sobre la costa de Cornualles.

## Historia
El castillo de Tregenna fue construido en 1774 por Samuel Stephens, miembro de una importante familia local. El arquitecto probablemente fue John Wood, el Joven. El edificio fue ampliado en el siglo XIX. La finca se puso a la venta en subasta el 31 de octubre de 1871. El castillo – "un imponente edificio almenado, construido casi por completo con granito" – en ese momento incluía tres pares de dormitorios en el piso superior y otro dormitorio en la planta baja; un aula; sala de billar; aseos; y un cuarto para el servicio en el sótano. La propiedad incluía "parque, albergue, cañada, pastizales, jardines, bosques, plantaciones y tierras en mano con una superficie de 90 acres, 1 rood, 20 perchs (36,57 ha)". La finca fue comprada por la familia Bolitho.

### Hotel del ferrocarril

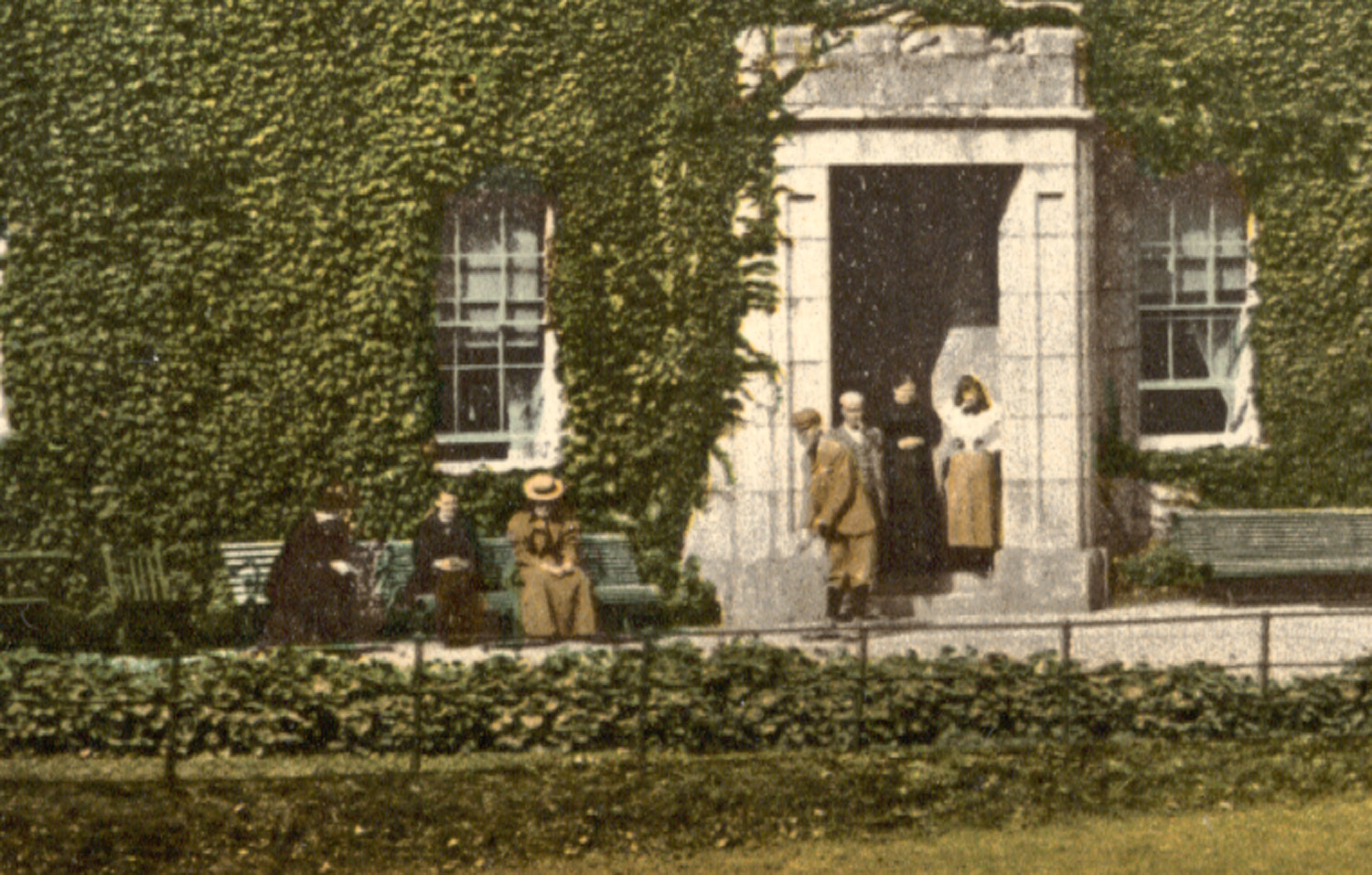
El Tregenna Castle Hotel hacia 1890 (fotocromo)

El Great Western Railway (GWR) abrió el ramal de St Ives el 1 de junio de 1877 y al año siguiente arrendó con opción de compra el castillo de Tregenna para habilitarlo como hotel, inaugurándolo el 5 de agosto de 1878. Hasta entonces, los hoteles ferroviarios solo se habían situado cerca de grandes terminales o de nudos ferroviarios importantes, pero este era el primero previsto por el GWR como un destino de vacaciones por derecho propio.
Sir Daniel Gooch, presidente del GWR, se hospedó en el hotel unas semanas después de su apertura al público. Anotó en su diario que:

"la situación de esta casa es muy buena, es un castillo dentro de un terreno propio de unos 70 acres (28,3 ha), gran parte de los cuales son jardines y bosques con bonitos paseos sombreados... El edificio se percibe más como una casa privada que como un hotel; las vistas desde él son muy buenas, sobre la ciudad y la bahía de St Ives y de la costa hasta Trevose Head".
El GWR se hizo con la propiedad total del hotel en 1895.

Uno de los autobuses del GWR, un Milnes-Daimler de 1,5 toneladas, estuvo estacionado en el hotel desde 1913 para transportar a los residentes al campo de golf de Lelant, pero el servicio se suspendió en 1916 debido a la escasez de combustible durante la Primera Guerra Mundial. Fue reemplazado en 1922 por un nuevo autobús carrozado sobre un chasis Burford, que se mantuvo en servicio durante siete años hasta la llegada de un nuevo autobús Thornycroft con carrocería Duple en 1929.
El Great Western Railway nombró a dos de sus locomotoras expresas en honor al hotel:
- Clase Duke número 3280, que llevó el nombre de "Tregenna" desde 1897 hasta 1930.
- Clase Castle número 5006, que recibió el nombre de "Tregenna Castle" en 1927.

### Años posteriores
El GWR fue nacionalizado para convertirse en la Región Oeste de British Railways el 1 de enero de 1948. Los hoteles ferroviarios en todo el Reino Unido finalmente se convirtieron en la división British Transport Hotels, pero todos fueron privatizados durante la década de 1980. El hotel y los terrenos son actualmente gestionados por la sociedad Tregenna Castle Estate.
El castillo recibió en junio de 2021 al presidente Joe Biden y a su séquito durante la 47.ª Cumbre del G7 celebrada en el Carbis Bay Hotel.